# GOLDEN☆BEST 小林建樹
「GOLDEN☆BEST 小林建樹」（ゴールデンベスト こばやしたてき）は、小林建樹のベスト・アルバム。2006年7月5日にユニバーサルミュージックから発売された。規格品番：UPCY-6154。

## 概要
廉価版ベスト・アルバム、ゴールデン☆ベストシリーズの一つとしてリリースされた。

## 収録曲
全作詞・作曲・編曲（特記以外）：小林建樹
編曲：小林建樹、ホッピー神山（3）窪田晴男（4,7）小林建樹、羽毛田丈史（12）
1. 満月
2. SPooN
3. Sweet Rendez-Vous
4. パレット
5. ノバラ
6. Sound Glider
7. 花（Anniversary take）
8. 斜陽
9. 夏の予感
10. 目の前
11. 進化
12. 歳ヲとること
13. それは愛ではありません
14. イノセント
15. 祈り
16. 誓い（新録）
新曲・平原綾香に提供した楽曲のセルフカバー。